# ريكاردو بوفيل
كان ريكاردو بوفيل (برشلونة ، 5 ديسمبر 1939 - برشلونة ، 14 يناير 2022) معماريًا ومخططًا حضريًا إسبانيًا.

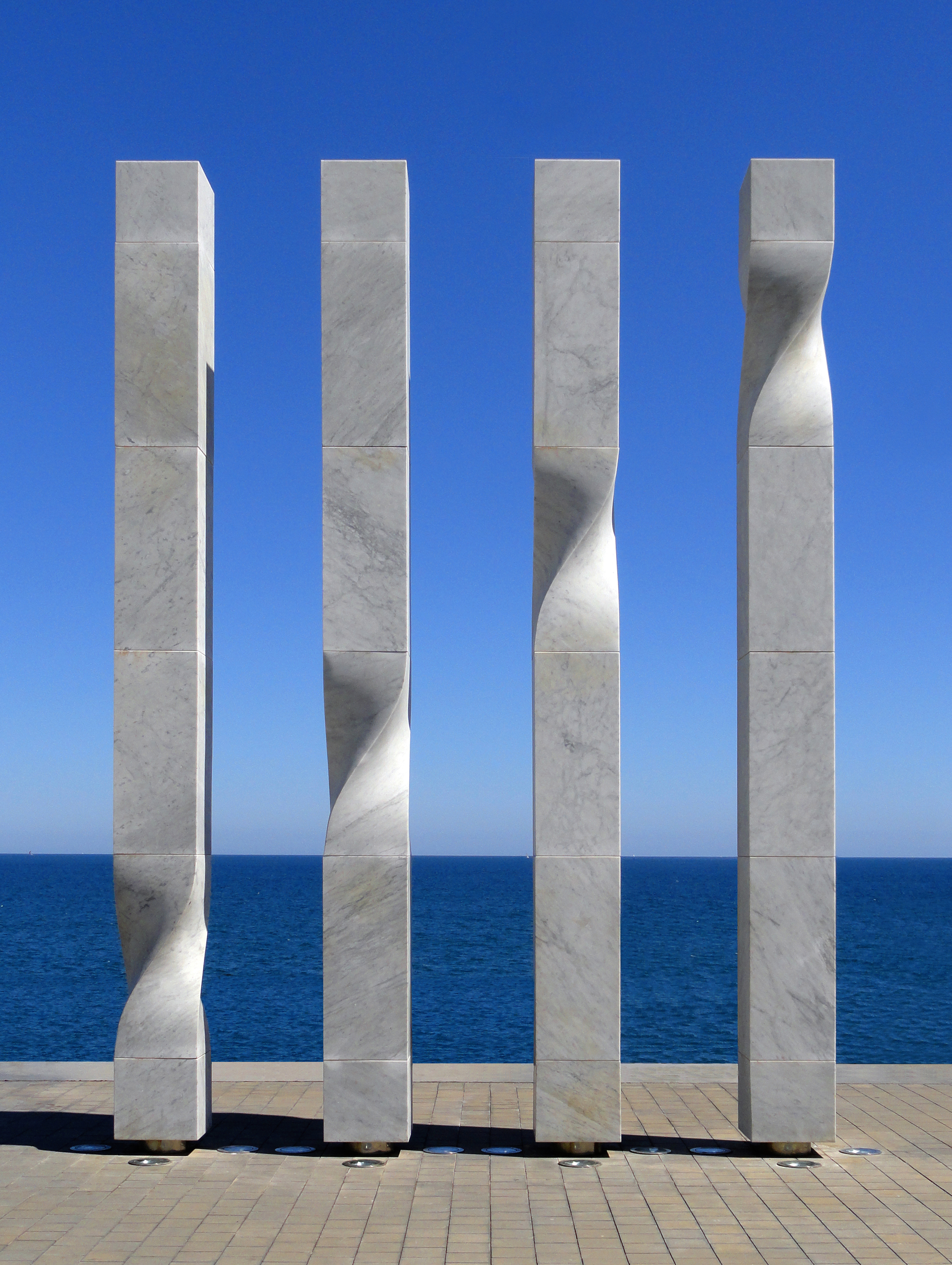
الأعمدة الأربعة للعلم الكاتالوني ، النحت العام لبوفيل الذي يلمح إلى العلم الكاتالوني ؛ امام فندق دبليو برشلونة

## السيرة الشخصية
وما زال يواصل عطائه منذ عام 1963 ويقدم نتائج بارزة لأكثر من 1000 مشروع حتى الآن في أكثر من 50 دولة. ريكاردو بوفيل المولود في عام 1939 هو أحد المهندسين المعماريين في مستهل عصر ما بعد الحداثة والذي وُصف بأنه أحد أشهر المهندسين المعماريين في أوروبا وأغزرهم عطاءً.
وفي كتاب الهندسة المعمارية الإسبانية - ريكاردو بوفيل، يصف المؤلف أسلوب بوفيل بأنه "أسلوب شخصي فريد يتناغم مع العديد من الثقافات المحلية حول العالم في المدن التي توجد فيها أعماله".